# Веденяпино (Городищенский район)
Веденяпино — деревня в Городищенском районе Пензенской области в составе Нижнеелюзанского сельсовета.

## Население
| 1748 | 1859 | 1877 | 1911 | 1926 | 1930 | 1939 |
| ---- | ---- | ---- | ---- | ---- | ---- | ---- |
| 368  | ↗410 | ↗500 | ↗518 | ↗769 | ↗846 | ↘598 |
| 1959 | 1979 | 1989 | 1996 | 2002 | 2010 |      |
| ↘279 | ↘92  | ↘20  | ↘14  | ↘3   | →3   |      |

Находится в 7 км к югу от села Нижняя Елюзань, на левом берегу реки Кадады

Численность населения (по годам): в 1748 – около 368, 1795 – около 326, 1859 – 410, 1877 – 500, 1911 – 518, 1926 – 769, 1930 – 846, 1939 – 598, 1959 – 279, 1979 – 92, 1989 – 20, 1996 – 14 жителей.
Полубояров М.С. Весь Пензенский край. Историко-топографическое описание Пензенской области. М., 2016. 816 с. С таблицами и диаграммами.